# Priscilla Mesker
 Priscilla Mesker (Delft, 16 juni 1992) is een Nederlands voetbalster die van in twee periodes uitkwam voor ADO Den Haag. Van 2010 tot 2013 speelde ze ook voor ADO Den Haag, waarna ze de overstap maakte naar SC Telstar VVNH. Na twee seizoenen in Velsen-Zuid keerde ze terug naar Den Haag. Sinds 2021 komt Mesker als futsalspeelster uit voor ZVV Den Haag.

## Carrièrestatistieken
| Seizoen                        | Club            | Land            | Competitie             | Competitie | Competitie | Beker | Beker | Internationaal | Internationaal | Overig | Overig | Totaal | Totaal |
| Seizoen                        | Club            | Land            | Competitie             | Wed.       | Dlp.       | Wed.  | Dlp.  | Wed.           | Dlp.           | Wed.   | Dlp.   | Wed.   | Dlp.   |
| ------------------------------ | --------------- | --------------- | ---------------------- | ---------- | ---------- | ----- | ----- | -------------- | -------------- | ------ | ------ | ------ | ------ |
| 2010/11                        | ADO Den Haag    | Nederland       | Eredivisie             | 3          | 0          | 0*    | 0     | –              | –              | –      | –      | 3      | 0      |
| 2011/12                        | ADO Den Haag    | Nederland       | Eredivisie             | –          | 0          | 0*    | 0     | –              | –              | –      | –      | 0      | 0      |
| 2012/13                        | ADO Den Haag    | Nederland       | BeNe League Orange/WBL | –          | 0          | 0     | 0     | –              | –              | –      | –      | 0      | 0      |
| 2013/14                        | SC Telstar VVNH | Nederland       | Women's BeNe League    | 25         | 0          | 0*    | 0     | –              | –              | –      | –      | 25     | 0      |
| 2014/15                        | SC Telstar VVNH | Nederland       | Women's BeNe League    | 24         | 1          | 0*    | 0     | –              | –              | –      | –      | 24     | 1      |
| 2015/16                        | ADO Den Haag    | Nederland       | Women's BeNe League    | 21         | 0          | 0     | 0     | –              | –              | –      | –      | 21     | 0      |
| 2016/17                        | ADO Den Haag    | Nederland       | Eredivisie             | –          | 24         | 1     | 0     | –              | –              | –      | –      | 24     | 1      |
| 2017/18                        | ADO Den Haag    | Nederland       | Eredivisie             | –          | 24         | 0     | 0     | –              | –              | –      | –      | 24     | 0      |
| 2018/19                        | ADO Den Haag    | Nederland       | Eredivisie             | –          | 20         | 0     | 0     | –              | –              | –      | –      | 20     | 0      |
| 2019/20                        | ADO Den Haag    | Nederland       | Eredivisie             | –          | 0          | 0     | 0     | –              | –              | –      | –      | 0      | 0      |
| 2020/21                        | ADO Den Haag    | Nederland       | Eredivisie             | –          | 2          | 0     | 0     | –              | –              | –      | –      | 2      | 0      |
| Carrière totaal                | Carrière totaal | Carrière totaal | Carrière totaal        | 143        | 2          | 0     | 0     | 0              | 0              | 0      | 0      | 143    | 2      |
| Bijgewerkt tot 17 oktober 2024 |                 |                 |                        |            |            |       |       |                |                |        |        |        |        |

## Erelijst

### MetADO Den Haag
| Competitie              | Winnaar | Winnaar          | Runner-up | Runner-up        |
| Competitie              | Aantal  | Jaren            | Aantal    | Jaren            |
| ----------------------- | ------- | ---------------- | --------- | ---------------- |
| Nationaal               |         |                  |           |                  |
| Landskampioen Nederland | 1×      | 2011/12          | 2×        | 2010/11, 2012/13 |
| KNVB beker              | 2×      | 2011/12, 2012/13 |           |                  |
| BeNe Supercup           |         |                  | 1×        | 2012             |